# Paul Avrich
Paul Avrich, né le 4 août 1931 et mort le 16 février 2006 , est un professeur et historien, spécialiste de l’anarchisme, de la démocratie locale et des mouvements sociaux et ouvriers égalitaristes en Russie, dans la Zone de résidence, le Yiddishland et aux États-Unis dans la première moitié du XXe siècle. 

## Biographie
Né à Brooklyn, il a enseigné au Queens College de l'université de la ville de New York la majeure partie de sa vie, où il commença des recherches sur l’anarchisme. Il a laissé une contribution essentielle sur l'histoire du mouvement anarchiste en Russie, dans la Zone de résidence et aux États-Unis dont une biographie de Voltairine de Cleyre, une histoire de la révolte de Kronstadt et de l'affaire de Haymarket Square. Il a également produit une biographie d’Alexander Berkman et Emma Goldman. Il a légué sa collection de près de 20 000 manuscrits et publications anarchistes du XXe siècle à la bibliothèque du Congrès.

## Publications
- The Russian Revolution and the Factory Committees, sa thèse d'histoire.
- The Russian anarchists Princeton University Press, 1967; réédition [1978] (Les Anarchistes russes; traduit en français par Bernard Mocquot. Paris: Maspero, 1979; d'autres traductions en japonais, espagnol et italien).
- Kronstadt, 1921 Princeton: Princeton University Press, 1970 (La Tragédie de Cronstadt, 1921; traduit en français par Hervé Denès. Paris: Seuil, 1975 ; rééd. Les Belles Lettres, coll. Le goût de l'Histoire, Paris, 322 p., 2024  (ISBN 978-2251455327) ; d'autres traductions en espagnol et en tchèque).
- Russian Rebels, 1600-1800 New York: Schocken Books, 1972.
- The Anarchists in the Russian Revolution New York: Cornell University Press, 1973 (Gli anarchici nella rivoluzione russa; translated by Michele Buzzi. Milano: La Salamandra, 1976).
- An American Anarchist: The Life of Voltairine de Cleyre, 1978.
- The Russian Anarchism, éd. Norton, New York, 1978.
- The Modern School Movement: Anarchism and Education in the United States1980
- The Haymarket Tragedy, 1984
- « Bolshevik Opposition to Lenin : G. Miasnikov and the Workers' Group », in Russian Review, vol. 43, no 1, p. 1-29, janvier 1984.
- Anarchist Portraits, 1988
- Sacco and Vanzetti, The Anarchist Background Princeton University Press, 1991  (ISBN 0691026041)
- Anarchist Voices: An Oral History of Anarchism in America, 1995

### Articles
- (en) Anarchism and Anti-Intellectualism in Russia, Journal of the History of Ideas, vol. 27, n°3, juillet-septembre 1966, pp. 381–390, University of Pennsylvania Press, lire en ligne.

## Notices
- Ressource relative à l'audiovisuel :   - IMDb
- Notices d'autorité :   - VIAF
  - ISNI
  - BnF (données)
  - IdRef
  - LCCN
  - GND
  - Italie
  - Japon
  - CiNii
  - Espagne
  - Belgique
  - Pays-Bas
  - Pologne
  - Israël
  - NUKAT
  - Catalogne
  - Australie
  - Norvège
  - WorldCat
- L'Éphéméride anarchiste : notice biographique.
- Institute for Advanced Technology in the Humanities (en) : Avrich, Paul.